# The Other Sister (film 1915)
The Other Sister è un cortometraggio muto del 1915 diretto da Joseph W. Smiley.

## Produzione
Il film fu prodotto dalla Lubin Manufacturing Company.

## Distribuzione
Distribuito dalla General Film Company, il film - un cortometraggio in una bobina - uscì nelle sale cinematografiche USA il 6 dicembre 1915.